# Tikos
Tikos es un pueblo ubicado en el distrito de Marcali, en el condado de Somogy, Hungría.

## Superficie
Posee una superficie de 3,350 kilómetros cuadrados.

## Demografía
Hasta 2019 la población era de 138 habitantes, con una densidad de población de 41,19 habitantes por kilómetro cuadrado.